# 우리동네 외계인
《우리동네 외계인》(영어: The Neighbors)은 2012년 9월 26일부터 2014년 4월 11일까지 ABC에서 방영한 SF 시트콤이다.
2014년 5월 9일 방영 취소 결정이 알려졌다.
한국에서는 2014년 1월 6일부터 FOX 채널에서 방영하였다.

## 개요
외계인 가족들이 평범한 가족들과 함께 어울리며 생기는 일화가 주를 이룬다. 매회 미국 문화 및 기념일과 관련된 이야기가 전개돼 미국의 기념일을 미국인들이 어떻게 생각하고 지내는지 간접 경험할 수 있다.

## 출연
- 제이미 거츠 - 데비 위버 역
- 레니 베니토 - 마티 위버 역
- 사이먼 템플먼 - 래리 버드 역
- 톡스 올라군도예 - 재키 조이너커시 역
- 클래라 매밋 - 앰버 위버 역
- 팀 조 - 레지 잭슨 역
- 이언 패트릭 - 딕 벗키스 역
- 맥스 찰스 - 맥스 위버 역
- 이저벨라 크로베티 - 애비 위버 역